# الیهیس
الیهیس (به انگلیسی: Allihies) یک منطقهٔ مسکونی در ایرلند است که در شهرستان کورک واقع شده‌است.